# Zapora wodna w Zagórzu Śląskim

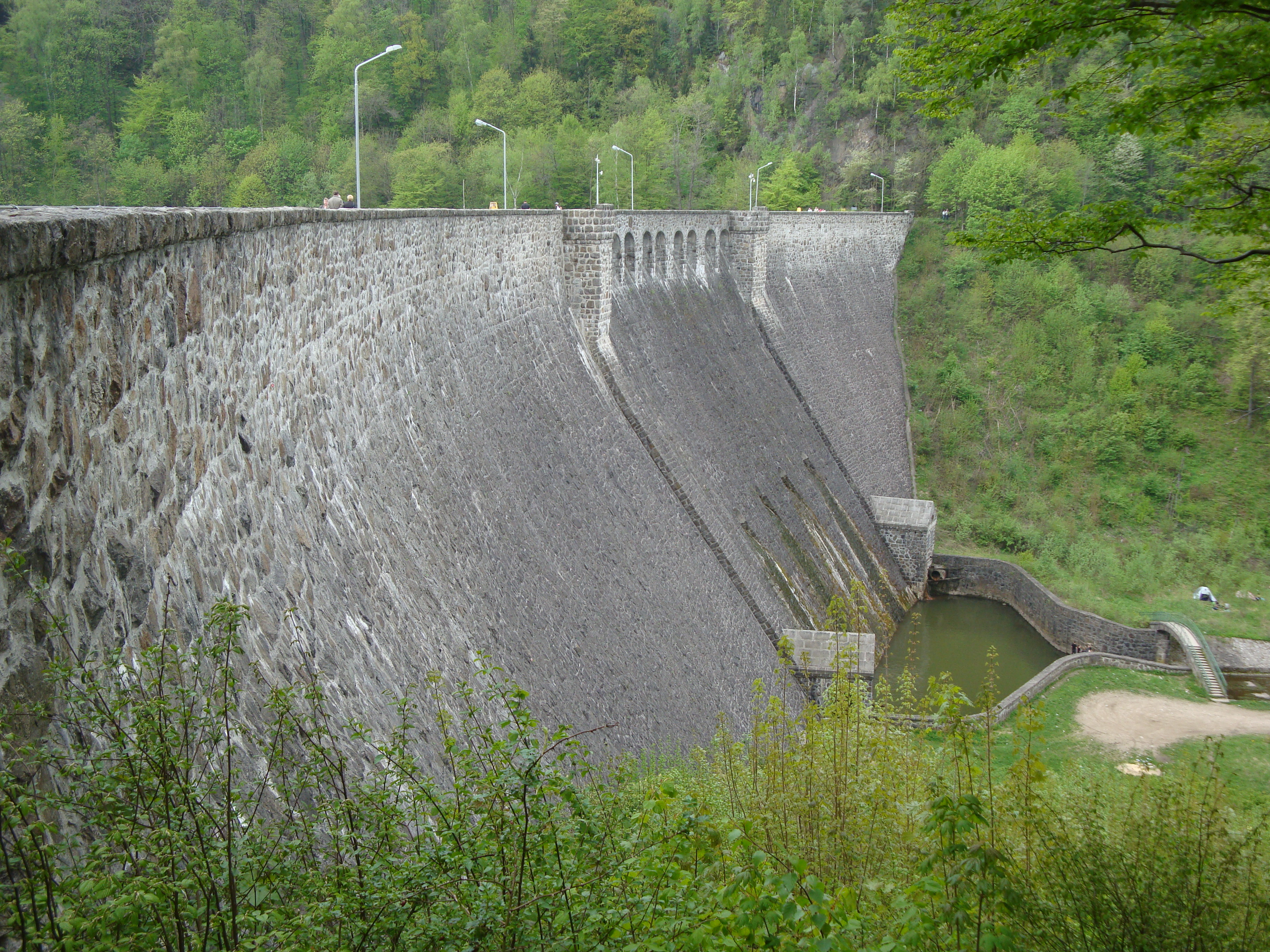

Zapora wodna w Zagórzu Śląskim (czasami mylnie lokalizowana w Lubachowie) – zapora na Bystrzycy tworząca Jezioro Bystrzyckie, administracyjnie znajduje się w Zagórzu Śląskim, chociaż fizycznie leży bliżej miejscowości Lubachów.
Zbudowana w roku 1917, zapora kamienna, długość w koronie wynosi 230 m, szerokości u podstawy 29 m, wysokość 44 m.